# Ramón Berenguer III
Ramón Berenguer III (Rodez, 1082-Barcelona, 1131), llamado el Grande, fue conde de Barcelona y Gerona tras suceder a su tío Berenguer Ramón II, así como conde de Osona, Provenza y Cerdaña. Era hijo del conde Ramón Berenguer II, asesinado por su hermano, el conde Berenguer Ramón II en 1082.
Tras asegurar el control de los territorios de su tío, Ramón Berenguer III, supo consolidar y ampliar los límites del condado que heredó. Conquistó parte del condado de Ampurias y, al frente de una amplia coalición, emprendió también la conquista de Mallorca, narrada en el documento pisano llamado Liber maiolichinus (1117), en el que se llama a Ramón Berenguer III Dux Catalanensis y catalanicus heros, mientras que sus súbditos son denominados christicolas catalanenses, en lo que se considera la referencia documental más antigua a Cataluña.
Con su matrimonio con Dulce de Provenza logró igualmente poner el condado de Provenza bajo control de su dinastía y convertirse en una potencia en el sur de Francia aliado con el duque Guillermo IX de Aquitania. Ello le granjeó una rivalidad con el conde de Tolosa Alfonso Jordán con el que tuvo conflictos, no logrando impedir en Aurenja que este recuperara su condado en el Mediodía. Provenza sin embargo seguiría bajo control de los descendientes de Ramón Berenguer por más de dos siglos.
Su política contra los musulmanes fue en cambio menos exitosa, gracias al auge de los almorávides que retomaron Mallorca. La competencia de Alfonso I el Batallador, con el que rivalizó por la toma de Lérida, fue otro obstáculo en ese frente que obstaculizó su avance en el tramo bajo del Ebro, lo que se sumó a una derrota frente a los almorávides en la batalla de Corbins impidiendo que tomara la ciudad ilerdense pese a varios avances en dirección suroeste como su victoria en Martorell. Ramón Berenguer III logró consolidar y repoblar Tarragona en la frontera sur de sus estados, lo que le permitió restaurar la archidiócesis de Tarragona y eliminar la dependencia eclesiástica de sus dominios de arzobispados externos.

## Años de juventud
Después de un periodo de cogobierno con su tío, Berenguer Ramón II el Fratricida (que partió para la Primera Cruzada, durante la cual murió, probablemente en 1099), tomó el condado a su cargo, aunque durante su juventud estuvo asesorado por un consejo de nobles que ya se había establecido durante el período de gobierno de su tío. Este grupo de barones estaba encabezado por Guerau Alemany de Cervelló, Guillem Ramon de Moncada y Ponce Giraldo de Cabrera, entre otros. Una de las políticas fundamentales de este período fue el proyecto de conquista de Tortosa, a fin de asegurar la recuperación de la sede metropolitana de Tarragona. Dada la juventud e inexperiencia del conde, los barones confiaron el mando de la campaña al conde Artau II de Pallars Sobirá. Aunque parece que Tortosa fue asediada en 1095, no fue posible conquistarla. Por su parte, el joven Ramón Berenguer encabezó un ataque a Oropesa en 1098, en un intento de ayudar a los musulmanes rebeldes al gobierno del Cid Campeador. Sin embargo, el asedio fue levantado, probablemente como fruto de un pacto entre el conde y el Cid, que debió de incluir el compromiso de Ramón Berenguer con una de las hijas del guerrero castellano, María.

## Primera conquista de Mallorca
Para acabar con la piratería en las costas de la península italiana y Cerdeña, el papa Pascual II autorizó al arzobispo Pedro de Pisa la organización de una cruzada contra los musulmanes de Mallorca. A la flota inicial, constituida por naves y contingentes de Pisa, Florencia, Lucca, Siena, Roma y otras ciudades, se les agregó una flota encabezada por el conde Ramón Berenguer de Barcelona, quien por entonces era ya soberano también de Provenza. La expedición partió del puerto de Barcelona a finales de junio de 1114. 
La flota desembarcó primero en la isla de Ibiza, cuya capital fue conquistada el 11 de agosto de ese año, tras un asedio de 30 días. Los conquistadores partieron hacia Mallorca tras destruir las fortificaciones y liberar los prisioneros cristianos que estaban allí retenidos.
Tras desembarcar en la isla de Mallorca el 24 de agosto y vencer un primer asalto de las huestes musulmanas, el ejército cristiano puso sitio a la ciudad de Palma. El asedio se prolongó durante todo el invierno, causando grandes estragos tanto entre sitiados como entre los sitiadores. Finalmente, la ciudad fue conquistada entre el 22 de febrero y el 3 de abril de 1115.
Sin embargo, ni Ramón Berenguer ni sus aliados pisanos pensaron en consolidar la conquista. Aunque se reconocieron derechos de posesión y privilegios tanto a catalanes como a pisanos sobre la isla, ésta no fue repoblada por cristianos y Ramón Berenguer tuvo que volver pronto a la península para defender Barcelona de los ataques de los almorávides. Finalmente, una flota almorávide reconquistó Mallorca a finales de aquel mismo año o principios de 1116, cuando los cristianos ya la habían evacuado.
Una narración de la conquista de Mallorca de 1115 se ha conservado en el documento pisano llamado Liber maiolichinus, en el que se llama a Ramón Berenguer III con los apelativos Dux Catalensis o Catalanensis y catalanicus heros, mientras que sus súbditos son denominados Christicolas Catalanensis, por lo que se considera la referencia documental más antigua a Cataluña, identificada con los dominios del conde de Barcelona.

## Incorporación de los condados de Besalú y Cerdaña

Mapa de la división administrativa a la muerte de Ramón Berenguer III.

Ramón Berenguer III siguió una política de alianzas matrimoniales con el fin de controlar los condados vecinos más pequeños. El condado de Besalú, con sus anexos de Ripoll, Vallespir y Fenolleda, mantenía una precaria independencia bajo el gobierno de una rama dinástica de la Casa de Barcelona desde los tiempos de Bernardo Tallaferro, bisnieto de Wifredo el Velloso. En 1107, Ramón Berenguer casó a su hija Jimena, que aún era una niña, con el conde Bernardo III,quien por entonces tenía más de 50 años y que hasta entonces no había demostrado tener interés por gobernar sus tierras, habiendo delegado esta tarea en su tío, también llamado Bernardo. Al parecer, la intención de este enlace no era otra que el de favorecer la transmisión de Besalú al conde de Barcelona, un gobernante mucho más joven y capaz. El mismo convenio matrimonial ya estipulaba que Ramón Berenguer III heredaría los dominios de Bernardo III en caso de morir sin descendencia, como efectivamente así sucedió cuatro años después, en 1111, por lo que Besalú y sus dominios se incorporaron en esa fecha al condado de Barcelona. Este hecho también devolvió a Barcelona el control sobre el monasterio de Santa María de Ripoll, lugar tradicional de sepultura de los condes de la Casa de Barcelona.

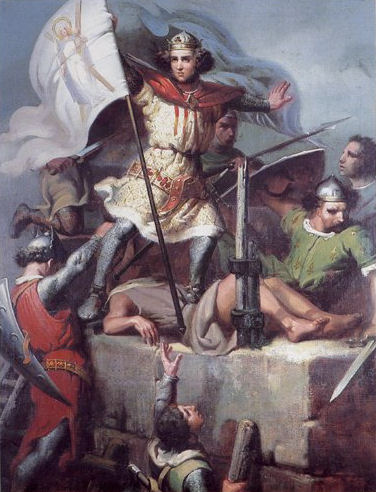
Ramón Berenguer III clavando la enseña de Barcelona en el castillo de Fos (Fos-sur-Mer, Provenza), de Mariano Fortuny (1857), Real Academia Catalana de Bellas Artes de San Jorge (en depósito en el Palacio de la Generalidad de Cataluña).

En el caso del condado de Cerdaña (que incluía los condados de Berga y Conflent, junto con otros territorios pirenaicos), el conde Bernardo Guillermo murió sin descendencia en 1117 y Ramón Berenguer III heredó el condado por razones no bien conocidas, ya fuese por testamento, o bien por proximidad de parentesco, ya que el conde de Barcelona era primo hermano de Bernardo Guillermo, hijo de Sancha, hermana de Ramón Berenguer II. Sólo se opuso a esta transmisión Guillermo de Salsa, nieto del hermano del conde Guillermo Ramón de Cerdaña (1068–1095). Guillermo de Salsa reclamó sus derechos sobre el condado y así se generó un contencioso, no resuelto hasta 1134, ya en tiempos de Ramón Berenguer IV. La absorción del condado de Cerdaña también hizo que los dominios del conde de Barcelona fuesen limítrofes con el condado de Foix, por lo que Ramón Berenguer III optó por establecer una alianza matrimonial casando de nuevo a su hija Jimena, esta vez con Roger, heredero de dicho condado.

## Repoblación de Tarragona
La ciudad de Tarragona y su campo circundante habían sido tierra fronteriza entre cristianos y musulmanes durante muchos años y por ello se había ido despoblando hasta quedar prácticamente abandonada. Ramón Berenguer III se propuso restablecer definitivamente la sede metropolitana de Tarragona (lo que ya había conseguido de iure su tío Berenguer Ramón II en tiempos del papa Urbano II), liberándose así de su dependencia del arzobispado de Narbona. Para ello, hizo repoblar el territorio y puso al frente de la sede al que había sido hasta entonces obispo de Barcelona, Olegario. Este, consciente de la debilidad de su posición en caso de ataque de los almorávides desde Tortosa, estableció un principado militar encabezado por el guerrero normando Robert Bordet. El feudo otorgado por el obispo Olegario a Bordet llegaba hasta Montroig y las estribaciones de Balaguer, pero durante el gobierno de Ramón Berenguer la repoblación no llegó mucho más allá de la propia ciudad tarraconense.

## Nupcias y descendencia
En primeras nupcias desposó a María Rodríguez, hija del Cid Campeador, naciendo Ximena de Osona de esta unión. Casó en segundas nupcias con Dulce de Provenza o de Rouergue, quien le cedió los derechos sobre el condado de Provenza en 1113; de su unión nacieron Berenguela de Barcelona (1108), que fue luego esposa del rey Alfonso VII de León, y los gemelos Ramón Berenguer IV y Berenguer Ramón I de Provenza en 1114.

## Últimas voluntades

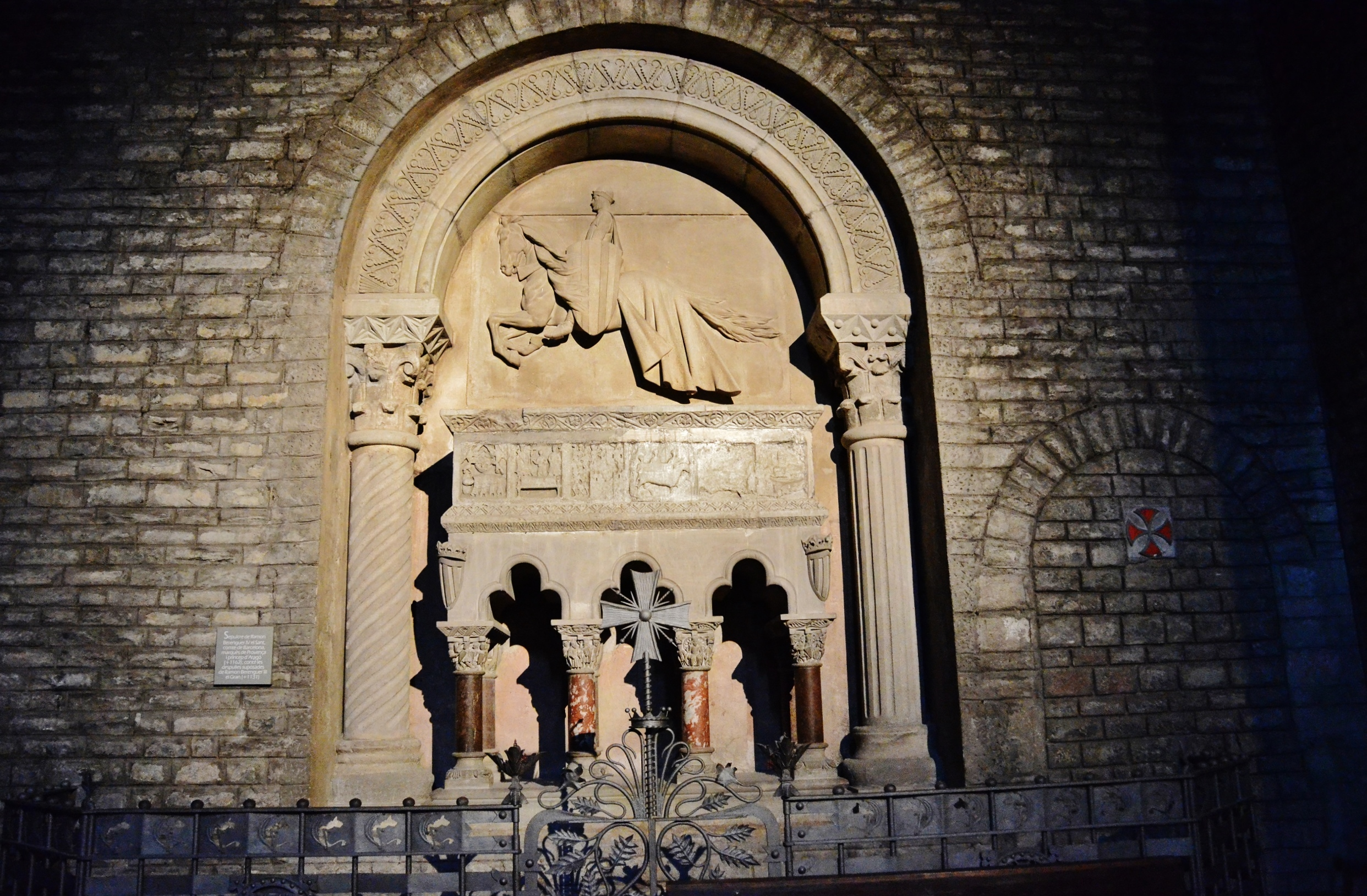
Sepulcro de Ramon Berenguer III en el Monasterio de Ripoll.

Solicitó el ingreso en la Orden de los Templarios estando ya en su lecho de muerte, en julio de 1131, aunque la Orden no estaba aún oficialmente instalada, convirtiéndose así en el primer soberano de la península ibérica que ingresó en dicha orden. Fue investido por el caballero Hugo de Rigaud, quien habría venido expresamente con este propósito. En su testamento legó a la Orden su caballo, de nombre Danc, y sus armas personales, así como el castillo de Grañena. Según la Gesta comitum barcinonensium pidió ser conducido al hospital de los pobres de Barcelona, donde falleció el 19 de julio de ese año. Por expresa voluntad suya recibió sepultura, con el hábito blanco del Temple, en el monasterio de Santa María de Ripoll. 
Su hijo Ramón Berenguer IV heredó el condado de Barcelona en (1131), Berenguer Ramón el Condado de Provenza y su hija Jimena, ya viuda de Bernardo III de Besalú, casó con Roger III de Foix.
En la plaza de Barcelona que lleva su nombre, sobre la Vía Layetana, hay una estatua ecuestre suya obra del escultor Josep Llimona.

## Títulos
| Predecesor: Ramón Berenguer II | Conde de Osona 1082-1107 (primer reinado)                              | Sucesor: Ximena de Osona    |
| Predecesor: Ramón Berenguer II | Conde de Barcelona 1082-1131 (junto con Berenguer Ramón II hasta 1097) | Sucesor: Ramón Berenguer IV |
| Predecesor: Bernardo III       | Conde de Besalú 1111-1131                                              | Sucesor: Ramón Berenguer IV |
| Predecesor: Ximena de Osona    | Conde de Osona 1111-1131 (segundo reinado)                             | Sucesor: Ramón Berenguer IV |
| Predecesor: Bernardo I         | Conde de Cerdaña y Berga 1118-1131                                     | Sucesor: Ramón Berenguer IV |
| Predecesor: Dulce I            | Conde de Provenza 1113-1131 (junto con Dulce I hasta 1127)             | Sucesor: Berenguer Ramón I  |